# سناتا آرتیکا
سناتا آرتیکا (به انگلیسی: Sonata Arctica) یک گروه پاور متال فنلاندی از شهر کمی است. کارهای جدیدتر آنها به ویژه آلبوم‌های روزهایی از خاکستری، یونیا و برخی از آهنگ‌های آلبوم شب تسویه حساب دارای برخی از عناصر مربوط به سبک پراگرسیو متال هستند.

## شرح حال

### تشکیل و سال‌های ابتدایی (۱۹۹۶-۱۹۹۹)
گروه در پایان ۱۹۹۵ به وسیله مارکو پاسیکوسی, جانی لیماتاینن و تامی پورتیمو تشکیل شد (تونی کاکو و پنتی پئورا در ابتدای ۱۹۶ به گروه ملحق شدند). در ابتدا گروه با نام تریکی بینز (Tricky Beans) در سبکی بیشتر شبیه به هارد راک فعالیت می‌کرد.
در سال ۱۹۹۷ گروه نام خود را به تریکی مینز (Tricky Means) تغییر داد. از زمان تا ۱۹۹۹ سبک گروه به شدت دچار تغییر و پختگی شد که از جمله آن می‌توان به تاکید بیشتر بر روی ملودی‌های کیبرد و استفاده از بیس و گیتار به عنوان نواخت اشاره کرد. خواننده گروه تونی کاکو در این مدت یک سبک مشخص از خواندن را برای خود پیدا کرد که بیشتر بر پایه فالستو و تنور بود و البته گگیتاریست دوم مارکو پاسیکوسی گروه را ترک کرد. تونی کاکو اظهار کرده که تغییر صدایش تا حدودی تحت تاثیر خواننده گروه پاور متال مشهور فنلاندی استراتوواریوس بوده‌است.

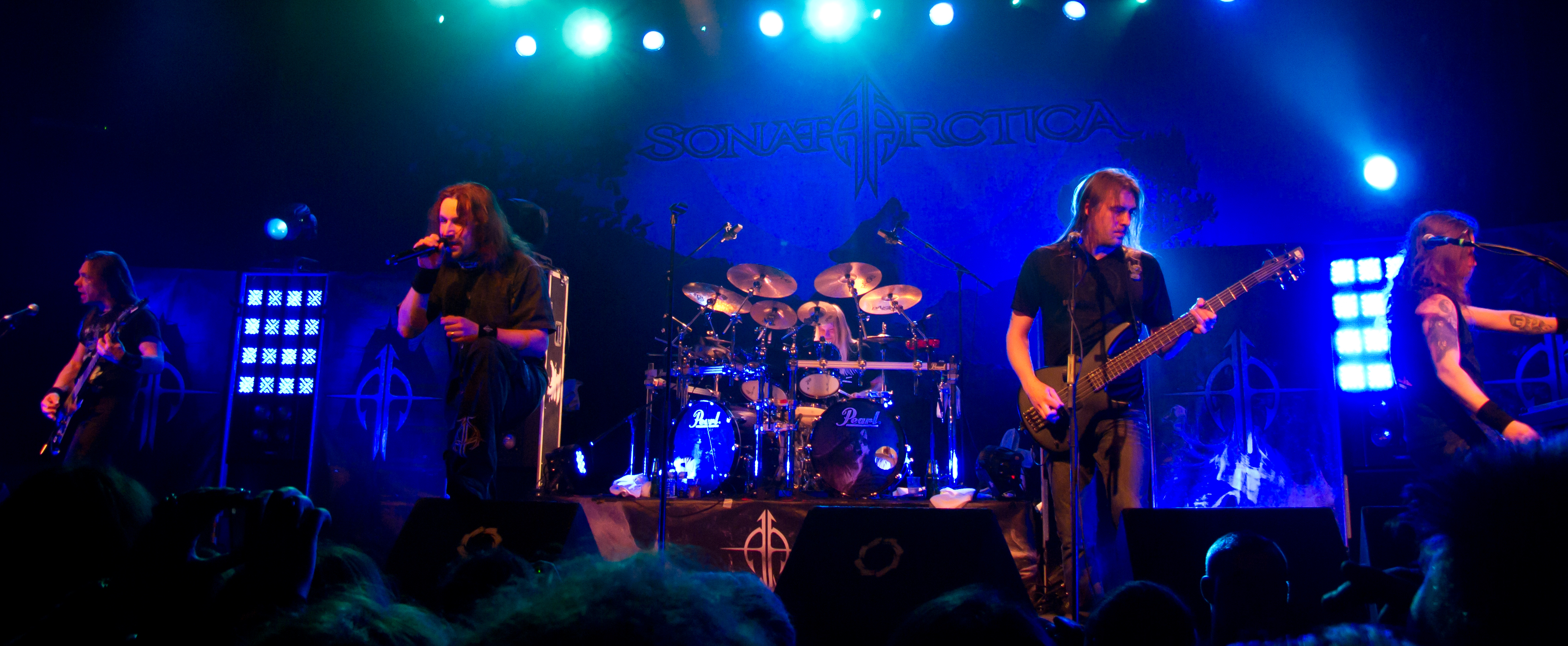
سانتا آرتیکا در تور روزهایی از خاکستری 2011.

## آلبوم‌های استودیویی
| سال انتشار | نام آلبوم                                        |
| ---------- | ------------------------------------------------ |
| 1999       | اکلیپتیکا                                        |
| 2001       | سکوت                                             |
| 2003       | گروه نمایشی قلب زمستان                           |
| 2004       | شب تسویه حساب                                    |
| 2007       | یونیا                                            |
| 2009       | روزهایی از خاکستری                               |
| 2012       | سنگ‌ها نام او را می‌رویند                          |
| 2014       | فرزند منفور                                      |
| 2014       | اکلیپتیکا - بازبینی شده: ویرایش پانزدهمین سالگرد |
| 2016       | ساعت نهم                                         |